# Kościół św. Mikołaja w Stawie
Kościół Świętego Mikołaja w Stawie – rzymskokatolicki kościół parafialny we wsi Staw, w gminie Szczytniki, w powiecie kaliskim, w województwie wielkopolskim. Należy do dekanatu Opatówek. Mieści się przy Placu Wolności, na niewielkim wzniesieniu.
Jest to gotycka pokryta gontem świątynia wybudowana około 1520 roku. Ufundował ją wojewoda łęczycki Jan Jarand z Brudzewa. W blendach gotyckiego szczytu od strony zachodniej są umieszczone niewielkie płaskorzeźby kamienne z początku XVI stulecia. Ołtarze neobarokowe zostały wykonane w latach 1870–1876. W lewym ołtarzu bocznym jest umieszczony obraz Matki Bożej z Dzieciątkiem z 1 połowy XVII stulecia.